# Florentin Granholm
Gustav Florentin Granholm (Helsinki, 9 juni 1836 - aldaar, 29 juni 1922) was een Fins architect.

## Biografie
Gustav Florentin Granholm werd in 1836 geboren in Helsinki. Hij studeerde in 1863 af aan de École nationale supérieure des beaux-arts in Parijs en rondde zijn studie af aan de Ludwig Maximilians-Universiteit in München. Tussen 1871 en 1879 was hij hoofd van de Slöjdskolan in Helsinki. Granholm werkte in 1875 op het hoogste administratieve kantoor van de "Algemene Gebouwen" waar hij in 1893 senior-architect werd. Hij ontwierp verschillende gebouwen in Helsinki en een aantal vuurtorens in verschillende delen van Finland.

## Belangrijke gebouwen
- 1875: uitbreiding van het lyceum van Oulu (samen met Axel Hampus Dalström)
- 1888: Zweeds lyceum in Turku (Svenska Lyceum i Åbo)
- 1888: Activiteitencentrum van Korsholm, Helsinki
- 1906: Vuurtoren van Bengstkär
- Finse kadettenschool van Hamina

- International Standard Name Identifier: 0000 0000 3849 6866
- Library of Congress Control Number: n98027975
- Virtual International Authority File: 46074502
- WorldCat: E39PBJxcVV8KXk6PMHbYFgBF8C